# De Roef (Almere)
De Roef is een gebouw in de Nederlandse stad Almere. Het is een van de oudste gebouwen van de stad en het eerste gebouw van het oudste stadsdeel Haven. De Roef was in eerste instantie een multifunctioneel centrum, vervolgens een kledingwinkel en is thans in gebruik als appartements- en bedrĳfsgebouw.

## Geschiedenis
De Roef werd in 1976 geopend en was in die tĳd in gebruik als multifunctioneel centrum, gerund door de familie Dudok-Smit. In het gebouw waren onder meer een restaurant, kroeg, theater- en kerkzaal gevestigd. In 1979 werd het gebouw De Roestbak opgeleverd, waarna het theater naar dat pand verhuisde. Tevens werd dat jaar kerkgebouw Goede Rede opgeleverd, waardoor ook de kerkzaal van De Roef werd verlaten. Uiteindelĳk opende een filiaal van kledingketen Vögele Mode in het pand.

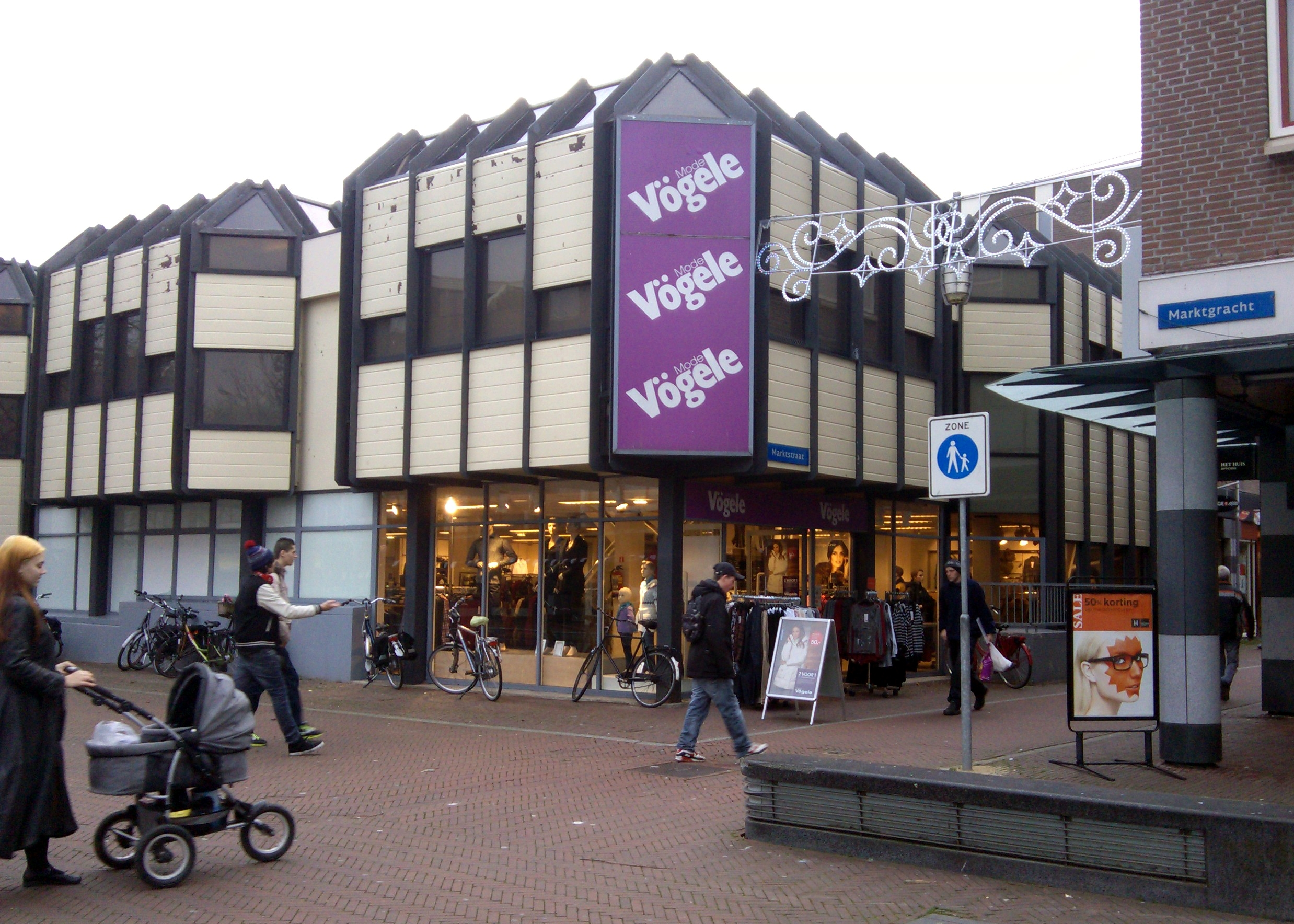
De Roef in gebruik als filiaal van Vögele Mode (2011)

In 2015 werd het gebouw aan de buitenzijde enigszins gerenoveerd door Vögele Mode, maar in 2016 sloot de kledingketen het filiaal in verband met teruggelopen klandizie. Daarna stond De Roef enkele jaren leeg en was er sprake van een mogelĳke sloop. In 2020 werd alsnog besloten om het pand grootschalig te renoveren, waarvoor het hele gebouw gestript werd om asbest te kunnen verwijderen. Het verzoek van Erfgoedvereniging Heemschut om een monumentstatus toe te kennen aan het pand werd echter afgewezen. In oktober 2021 was de renovatie afgerond en op 5 oktober werd De Roef heropend. Het gebouw is sindsdien in gebruik als woon-werkgebouw en huisvest zeven appartementen en een fysiotherapieruimte.

## Architectuur
De Roef werd ontworpen door architect Bram de Wild en is opgetrokken uit beton, hout en cortenstaal. Het gebouw telt twee verdiepingen.